# Englishman in New York
"Englishman in New York" je skladba anglického hudebníka Stinga z jeho alba ...Nothing Like the Sun vydaného v říjnu 1987. V roce 1988 byla skladba vydána jako singl, ale v žebříčku UK Singles Chart dosáhla jen 51. místa. V dubnu 1988 v USA dosáhla 84. místa v žebříčku Billboard Hot 100 a ve stejném měsíci dosáhla také 32. místa v žebříčku Mainstream Rock Tracks. Branford Marsalis hrál na sopránsaxofon a Manu Katché na bicí.

## Pozice v žebříčcích
| Žebříček (1988)                       | Vrcholové pozice |
| ------------------------------------- | ---------------- |
| Francie (SNEP)                        | 30               |
| Nizozemí (Dutch Top 40)               | 13               |
| Irsko (Irish Singles Chart)           | 12               |
| UK Singles (Official Charts Company)  | 51               |
| U.S. Billboard Hot 100                | 84               |
| U.S. Billboard Mainstream Rock Tracks | 32               |